# 瓜地馬拉國家宮
瓜地馬拉國家宮（西班牙語：Palacio Nacional de Guatemala），又稱國家文化宮，位於瓜地馬拉首都瓜地馬拉市第1區，於1943年完工。現作為瓜地馬拉的總統府使用，同時也是一座博物館。瓜地馬拉國家宮被象徵性地做為全國各道路的起點。

## 外部連結
- 國立文化宮官方網站 （页面存档备份，存于）